# John M. Devine
Pour les articles homonymes, voir Devine.
John Matthew Devine (18 juin 1895 - 8 mars 1971) était un officier très décoré de l'armée de terre américaine (US Army) avec le grade de major général (général de division). Diplômé de l'Académie militaire des États-Unis, il est surtout connu comme commandant de la 8e division blindée (8th Armored Division) sur le théâtre d'opérations européen (European Theater of Operations) pendant la Seconde Guerre mondiale.
Après la guerre, Devine a exercé plusieurs commandements de division, dont ceux de la 2e division blindée (2nd Armored Division), de la 1re division de cavalerie (1st Cavalry Division) et de la 9e division d'infanterie (9th Infantry Division), et a achevé son service en 1952.

## Biographie

### Jeunesse
John M. Devine est né le 18 juin 1895 à Providence, dans le Rhode Island, de Patrick et Bridget Devine. Il est diplômé de l'Académie La Salle de Providence en mai 1912 et est nommé à l'Académie militaire des États-Unis (United States Military Academy - USMA) à West Point, dans l'État de New York, en juin 1913.
Il fait partie de la promotion qui a produit plus de 55 futurs officiers généraux, dont deux chefs d'état-major de l'armée de terre - Joseph L. Collins et Matthew B. Ridgway. Parmi ses autres camarades de classe figurent : Clare H. Armstrong, Aaron Bradshaw Jr., Mark W. Clark, John T. Cole, Norman D. Cota, William W. Eagles, Theodore L. Futch, Augustus M. Gurney, Charles H. Gerhardt, William Kelly Harrison Jr., Ernest N. Harmon, George H. Weems, Robert W. Hasbrouck, Frederick A. Irving, Laurence B. Keiser, Charles S. Kilburn, Bryant E. Moore, Daniel Noce, Onslow S. Rolfe, Herbert N. Schwarzkopf, Albert C. Smith, George D. Wahl et Raymond E. S. Williamson,.
Devine obtient son diplôme de Bachelor of Science le 20 avril 1917, peu après l'entrée des États-Unis dans la Première Guerre mondiale, et est nommé sous-lieutenant (second lieutenant) dans la branche de l'artillerie de campagne (Field Artillery Branch). En raison du manque d'officiers pendant la mobilisation, il est promu au grade de premier lieutenant (first lieutenant) le 15 mai 1917 et au grade temporaire de capitaine le 5 août de la même année. Devine est rattaché au 3e régiment d'artillerie de campagne à Fort Sam Houston, au Texas, et à la suite de l'entraînement intensif et des préparatifs pour le déploiement au combat à Leon Springs, Texas (en), il est envoyé à l'école d'artillerie de campagne de l'US Army (Army Field Artillery School) à Fort Sill, en Oklahoma, en février 1918, où il suit un cours d'un mois.
Il est ensuite affecté au Camp Doniphan, Oklahoma (en), où il reste jusqu'en juillet 1918, date à laquelle il embarque pour l'Europe afin de renforcer le corps expéditionnaire américain (American Expeditionary Force). Après son arrivée en France, Devine est attaché en tant qu'instructeur au Centre d'artillerie de campagne de l'US Armu à Valdahon. Il est ensuite transféré à la zone d'entraînement de la 14e à Villouxel, Dijon, et est promu au grade temporaire de major.

### Entre-deux-guerres
Devine retourne aux États-Unis en juin 1919 et reprend son grade de captain (capitaine) en temps de paix le 30 juin 1919. Il rejoint ensuite son 3e régiment d'artillerie de campagne (3rd Field Artillery Regiment) à Camp Grant (Illinois) (en), où il sert jusqu'en août 1921, date à laquelle il est affecté à l'université Yale. Devine obtient un Master of Science en ingénierie des communications en juin 1922.
Après avoir obtenu son diplôme à Yale, Devine est affecté à l'école d'artillerie de campagne de l'US Army (Army Field Artillery School) à Fort Sill, dans l'Oklahoma, où il sert en tant qu'instructeur de tactique jusqu'en juillet 1923, date à laquelle il est transféré à l'académie militaire de West Point pour la même mission. Après cinq ans d'enseignement, Devine retourne à l'école d'artillerie de campagne de l'US Army en tant qu'étudiant et s'inscrit au cours avancé.
Il termine le cours en juillet 1929 et y reste en tant qu'instructeur en artillerie jusqu'en juin 1932, date à laquelle il est promu major et renvoyé à West Point en tant que professeur adjoint d'anglais. Devine est envoyé au Presidio de San Francisco en août 1936 et assume les fonctions de commandant en second du 2e bataillon du 76e régiment d'artillerie de campagne (76th Field Artillery Regiment).
En juin 1937, Devine est envoyé à l'École de commandement et d'état-major de l'US Army (Army Command and General Staff School) et, après avoir obtenu son diplôme en juin suivant, il devient professeur adjoint de sciences militaires et de tactique à l'université Yale. À la fin de son mandat, il est promu lieutenant-colonel le 16 mai 1940.

### Seconde Guerre mondiale
Devine est transféré à la branche blindée (Armor Branch) nouvellement créée en juillet 1940 et prend ses fonctions en tant que chef d'état-major adjoint pour les opérations (G-3) de la 1re division blindée (1st Armored Division) sous les ordres du major général (général de division) Bruce Magruder. Il est l'un des premiers officiers de la branche blindée et participe à l'entraînement initial de la division et au développement de la branche. Devine est ensuite transféré au quartier général du 1er corps blindé (1st Armored Corps), sous les ordres du général de division Charles L. Scott,.
Après l'attaque japonaise sur Pearl Harbor et l'entrée des États-Unis dans la Seconde Guerre mondiale, Devine est promu au grade temporaire de colonel le 11 décembre 1941 et nommé chef d'état-major du 1er corps blindé (I Armored Corps) sous les ordres du major général George S. Patton.
Le 24 mai 1942, Devine est promu au grade temporaire de brigadier général (général de brigade) et rattaché à la 6e division blindée (6th Armored Division) sous les ordres du général de division Carlos Brewer à Fort Knox, dans le Kentucky, en tant que commandant du Combat Command A, une unité combinée de la taille d'une brigade composée de chars, d'infanterie blindée, de bataillons d'artillerie de campagne blindée et d'unités du génie,.
Devine est rattaché à la 90e division d'infanterie (90th Infantry Division) sous les ordres du major général Henry Terrell Jr. et embarque pour le théâtre d'opérations européen (European Theater of Operations) en avril 1944. Après deux mois d'entraînement en Angleterre, la 90e division d'infanterie débarque à Utah Beach le jour J, le 6 juin 1944, et participe aux combats en Normandie, en France et à la fermeture de la poche de Falaise. Il a été décoré de la Bronze Star Medal pour son service en Normandie,.
Le 8 septembre 1944, Devine se distingue lors des combats près de la ville de Verdun. Lorsqu'une importante force de chars, de véhicules blindés et d'infanterie ennemis pénètre le front, la percée s'étend jusqu'au poste de commandement de la division, et un échange de tirs s'engage immédiatement. Les tirs ennemis devinrent exceptionnellement violents et firent de nombreuses victimes. Devine dirigea personnellement les défenses, se déplaçant sous les tirs d'armes légères et de chars au clair de lune. Ses efforts ont permis de repousser les Allemands et il a été décoré de la Sylver Star (étoile d'argent) pour sa bravoure,. La citation pour la médaille se lit comme suit :
"Le Président des États-Unis d'Amérique, autorisé par la loi du Congrès du 9 juillet 1918, a le plaisir de remettre la Silver Star au brigadier général John Matthew Devine (ASN : 0-5232), de l'armée américaine, pour sa bravoure au combat contre l'ennemi alors qu'il servait en tant que commandant de l'artillerie de division de la 90e division d'infanterie dans le nord de la France. Le 8 septembre 1944, près de ****, France, lorsqu'une grande force de chars, de véhicules blindés et d'infanterie ennemis a pénétré le front, la percée s'est étendue aux postes de commandement de ****, un combat de feu a immédiatement commencé. Les tirs ennemis devinrent exceptionnellement violents et firent un certain nombre de victimes. Le général de brigade Devine a personnellement dirigé les défenses, se déplaçant sous les tirs d'armes légères et de chars au clair de lune. Son calme sous le feu et sa bravoure dans l'action ont rassuré le personnel, dont l'action a permis de repousser les forces ennemies et a été conforme aux plus hautes traditions du service militaire."
Devine est transféré à la 7e division blindée (7th Armored Division) en lutte, où il succède au brigadier général John B. Thompson (relevé par le général Patton) en tant que commandant général du Combat Command B. Toutefois, son mandat est de courte durée, car il est personnellement choisi par le général Dwight D. Eisenhower comme nouveau commandant général de la 8e division blindée (8th Armored Division),.
La 8e division blindée se trouve toujours aux États-Unis et se prépare au déploiement de combat à Fort Polk, en Louisiane, mais le commandant de la division, le général de division William M. Grimes, est déclaré inapte au combat et doit être relevé de ses fonctions. Devine lui succède le 2 octobre 1944 et commence par déplacer la division vers le Camp Kilmer (en), dans le New-Jersey, en vue de son envoi outre-mer,.
Après un entraînement supplémentaire et l'acquisition de nouveaux équipements à Tidworth, en Angleterre, la 8e division blindée débarque en France le 5 janvier 1945. Devine dirige sa division pendant les derniers combats de la bataille des Ardennes et, après une brève période de repos et de remise en état aux Pays-Bas, il participe aux combats près de la ville d'Echt. La 8e division blindée a ensuite participé aux combats en Rhénanie et dans la poche de la Ruhr, avançant plus à l'est vers l'Allemagne. La 8e division blindée libère Halberstadt-Zwieberge, un sous-camp du camp de concentration de Buchenwald, entre le 12 et le 17 avril 1945, au cours de sa traversée de l'Allemagne centrale,.
Devine est promu au grade temporaire de major général (général de division) le 2 mai 1945 et, après la capitulation de l'Allemagne nazie quelques jours plus tard, il conduit sa division à Pilsen, en Tchécoslovaquie, pour des missions d'occupation et de garde des prisonniers de guerre allemands. Pour son service au sein de la 8e division blindée, Devine a reçu la Army Distinguished Service Medal, la Legion of Merit et la deuxième Bronze Star Medal,,,.
Il a également été décoré par les Alliés et a reçu la Légion d'honneur et la Croix de guerre avec palme de la France, l'Ordre d'Orange-Nassau du gouvernement des Pays-Bas et l'Ordre du Lion blanc et la Croix de guerre 1939-1945 du gouvernement de la Tchécoslovaquie.

### Service d'après-guerre
Devine est envoyé aux États-Unis en septembre 1945 et prend le commandement de la 2e division blindée (2nd Armored Division) située à Fort Hood, au Texas. Il est responsable de la démobilisation de nombreuses unités revenant du théâtre d'opérations européen (European Theater of Operations),.
En raison de la réduction des effectifs de l'US Army après la guerre, Devine est ramené au grade de brigadier général (général de brigade) en temps de paix et nommé commandant général de l'unité expérimentale de formation militaire universelle (Universal Military Training Experimental Unit - UMT) à Fort Knox, dans le Kentucky. L'UMT est l'unité expérimentale de formation militaire universelle pour les volontaires âgés de dix-sept à dix-neuf ans. Le général de brigade Josef R. Sheetz lui succède,,,.
En janvier 1948, Devine est transféré à Fort Monroe, en Virginie, en tant que chef d'état-major adjoint (G-3) des forces terrestres de campagne sous les ordres du général Jacob L. Devers. Il est responsable de la planification de l'entraînement des nouvelles recrues et a également le pouvoir de réviser les manuels et les programmes d'entraînement. Devine est à nouveau promu major général (général de division) en mai 1948 et nommé chef d'état-major adjoint des forces terrestres de campagne (Army Field Forces),.
Devine est envoyé à Tokyo, au Japon, et prend le commandement de la 1re division de cavalerie (1st Cavalry Division) en février 1949. Il participe à l'occupation jusqu'en août de la même année, date à laquelle il est renvoyé aux États-Unis et prend le commandement de la 9e division d'infanterie (9th Infantry Division) à Fort Carson, dans le Colorado,,.

### Retraite et décès
Devine prend sa retraite de l'US Army) en 1952 et s'installe à Leesburg, en Virginie. Il occupe le poste de commandant des cadets à Virginia Tech jusqu'en 1961 et s'adonne au golf pendant son temps libre.
Le major général John M. Devine est décédé le 8 mars 1971, à l'âge de 75 ans, et a été enterré avec tous les honneurs militaires au cimetière de l'Académie militaire des États-Unis aux côtés de son épouse Anna Whitelegg Devine. Ils ont eu ensemble quatre enfants,,.
La bourse VTCC Major General John M. Devine Scholarship à Virginia Tech est nommée en son honneur pour les étudiants de premier cycle qui sont membres en règle du VT Corps of Cadets.

## Décorations
La barrette de rubans du major général John M. Devine comprend:
|             |  |  | Bronze oak leaf cluster                                           |
| Bronze star |  |  | Arrowhead · Bronze star · Bronze star · Bronze star · Bronze star |
|             |  |  |                                                                   |
|             |  |  |                                                                   |

| 1er rang | Army Distinguished Service Medal                | Army Distinguished Service Medal                | Army Distinguished Service Medal                | Army Distinguished Service Medal                | Silver Star                                                | Silver Star                                                | Silver Star                                                | Silver Star                                                | Legion of Merit                                  | Legion of Merit                                  | Legion of Merit                                  | Legion of Merit                                  | Bronze Star avec feuille de chêne                                                           | Bronze Star avec feuille de chêne                                                           | Bronze Star avec feuille de chêne                                                           | Bronze Star avec feuille de chêne                                                           |
| 2e rang  | World War I Victory Medal with one Battle Clasp | World War I Victory Medal with one Battle Clasp | World War I Victory Medal with one Battle Clasp | World War I Victory Medal with one Battle Clasp | American Defense Service Medal                             | American Defense Service Medal                             | American Defense Service Medal                             | American Defense Service Medal                             | American Campaign Medal                          | American Campaign Medal                          | American Campaign Medal                          | American Campaign Medal                          | European-African-Middle Eastern Campaign Medal avec 4 étoile de service et Arrowhead device | European-African-Middle Eastern Campaign Medal avec 4 étoile de service et Arrowhead device | European-African-Middle Eastern Campaign Medal avec 4 étoile de service et Arrowhead device | European-African-Middle Eastern Campaign Medal avec 4 étoile de service et Arrowhead device |
| 3e rang  | World War II Victory Medal                      | World War II Victory Medal                      | World War II Victory Medal                      | World War II Victory Medal                      | Army of Occupation Medal                                   | Army of Occupation Medal                                   | Army of Occupation Medal                                   | Army of Occupation Medal                                   | National Defense Service Medal                   | National Defense Service Medal                   | National Defense Service Medal                   | National Defense Service Medal                   | Officier de la Légion d'honneur (France)                                                    | Officier de la Légion d'honneur (France)                                                    | Officier de la Légion d'honneur (France)                                                    | Officier de la Légion d'honneur (France)                                                    |
| 4e rang  | Croix de guerre 1939-1945 avec palme (France)   | Croix de guerre 1939-1945 avec palme (France)   | Croix de guerre 1939-1945 avec palme (France)   | Croix de guerre 1939-1945 avec palme (France)   | Officier de l'Ordre néerlandais d'Orange-Nassau (Pays-Bas) | Officier de l'Ordre néerlandais d'Orange-Nassau (Pays-Bas) | Officier de l'Ordre néerlandais d'Orange-Nassau (Pays-Bas) | Officier de l'Ordre néerlandais d'Orange-Nassau (Pays-Bas) | Ordre du Lion blanc, 3e classe (Tchécoslovaquie) | Ordre du Lion blanc, 3e classe (Tchécoslovaquie) | Ordre du Lion blanc, 3e classe (Tchécoslovaquie) | Ordre du Lion blanc, 3e classe (Tchécoslovaquie) | Croix de guerre 1939-1945 (Tchécoslovaquie)                                                 | Croix de guerre 1939-1945 (Tchécoslovaquie)                                                 | Croix de guerre 1939-1945 (Tchécoslovaquie)                                                 | Croix de guerre 1939-1945 (Tchécoslovaquie)                                                 |

## Source
- (en) Cet article est partiellement ou en totalité issu de l’article de Wikipédia en anglais intitulé « John M. Devine » (voir la liste des auteurs).